# Foreningen af Lokalunioner i Danmark
Foreningen af Lokalunioner i Danmark (eller FLU) er en dansk interesseorganisation for de seks selvstændige lokalunioner i fodbold, som har til formål at varetage breddefodbolden i forhold til Foreningen af Divisionsklubber i Danmark (Divisionsforeningen), som repræsenterer eliten. Foreningen er det ene af to formelle medlemmer af det øverste organ for fodbold i Danmark, Dansk Boldspil-Union og består af følgende unioner:
- DBU Bornholm (Bornholms Boldspil-Union, BBU)
- DBU Fyn (Fyns Boldspil-Union, FBU)
- DBU Jylland (Jydsk Boldspil-Union, JBU)
- DBU København (Københavns Boldspil-Union, KBU)
- DBU Lolland-Falster (Lolland-Falsters Boldspil-Union, LFBU)
- DBU Sjælland (Sjællands Boldspil-Union, SBU)

Lokalunionerne repræsenterer omkring 1.600 fodboldklubber. Hver enkelt union er repræsenteret i DBU's bestyrelse og repræsentantskab. DBU's bestyrelsesmedlem Kurt Bagge-Hansen er samtidig formand for landets næststørste lokalunion, SBU, og formand for FLU siden 2009.